# Bitka kod Munde
Bitka kod Munde bila je odlučujuća bitka Cezarova građanskog rata. Odigrala se na teritoriju rimske provoncije Hispanije u ožujku 45. godine prije Krista.

## Uvod
Nakon Bitke kod Farsala 48. god. pr. Kr. u kojoj su Pompejeve snage razbijene, a sam Pompej kasnije ubijen u Egiptu, ostaci njegovih snaga počeli su se ponovo okupljati u sjevernoj Africi. Nakon što su i ondje poraženi, preostalo je još jedno značajno pompejevsko žarište u Hispaniji gdje su sinovi Pompeja Velikog i Tit Labijen obnavljali vojsku za nastavak rata. 
Cezar je otišao srediti stvari u Hispaniju i nakon što je osvojio grad Ventipon, krenuo s vojskom dalje. Stigao je u ravnicu u blizini grada Munde. Ondje je već bio pompejevski tabor, nasuprot kojeg je Cezar započeo s izgradnjom vlastitog.

### Bojni raspored
Između dvaju tabora prostirala je ravnica koju Cezar u svojim zapisima procjenjuje širokom 5000 koraka. Pompejanski tabor štitio je njegov prirodni položaj i utvrđeni grad koji se nalazio na uzvisini. Štitio ih je i potok koji je tekao posred spomenute ravnice, koji je na desnoj strani završavao u močvari. Pompejanske snage formirale su bojni raspored veličine 13 legija koje je s bokova štitilo konjaništvo od 6000 ljudi. Cezarijanska vojska počela se približavati neprijateljima dok su ih ovi čekali za uzvisini. Kod cezarijanskih snaga na lijevom krilu nalazile su se III i V legija, pa konjaništvo i pomoćne postrojbe, dok se na desnom krilu nalazila X legija. Kad su se cezarijanske snage približile uzvisini, dvije su vojske uz viku ii dreku krenule jedna na drugu.

## Bitka
Iako se neko vrijeme činilo da se dvije strane podjednako dobro drže, Cezarova je X legija u jednom trenutku počela potiskivati protivnika nazad. Kako ih Cezarove snage ne bi napale s boka, pompejevski su zapovjednici poslali jednu legiju kao pojačanje prema Cezarovom desnom krilu. Čim je ona bila u pokretu, napalo ju je cezarijansko konjaništvo, koje ju je počelo potiskivati na lijevom krilu. Dvije strane jednako su se dobro držale dok mauritanski kralj Bogud, koji je u bitci sudjelovao na Cezarovoj strani, nije odlučio svojim konjaništvom napasti pompejevski tabor. Nakon što je njegovu namjeru uočio Tit Labijen, krenuo ga je presresti svojim konjaništvom. Pompejevske snage ovaj su potez krivo protumačile, mislivši da Labijen sa svojim ljudima bježi s bojišta. U tom trenutku im nestade želje za borbom pa su se dale u bijeg prema gradu. Pompejevska se vojska raspala. Labijen je poginuo u boju ali je kasnije dobio svečani pokop. Zarobljeno je 13 orlova i drugih bojnih znakova, te 17 zapovjednika.
Budući da se bježeći neprijatelj povukao u utvrđeni grad, Cezarovi su zapovjednici odlučili da treba nastaviti s opsadom grada. Mrtva tijela ubijenih posložena su u nasip a njihove glave nabijene na koplja i mačeve i postavljene oko nasipa kako bi zavele strah u kosti neprijateljima. Kad je Munda bila adekvatno opkoljena, Cezar je otišao za Kordubu. Dok je bio zauzet događanjima ondje, brantelji su se pokušali probiti van, ali su bili potučeni, pa su se ponovno vratili unutra.
Nakon duže opsade Munde, mnogi su se građani predali. Prema Cezaru, od njih formirana nova legija, ali je potom otkrivena zavjera, prema kojoj su na dani znak po noći trebali izaći van i izmasakrirati vojsku u kampu. Kad je to otkriveno, iduće su noći, za vrijeme promjene treće smjene svi izvedeni izvan nasipa i pobijeni.